# Löwen- und Philippsburg
Über der Eifelgemeinde Monreal erheben sich im Elzbachtal auf einem 350 m ü. NHN hohen Bergsporn die benachbarten Ruinen der Löwenburg, auch als Burg Monreal bekannt, und der Philippsburg. Letztere wird im Volksmund auch „das Rech“ (Reh) genannt.

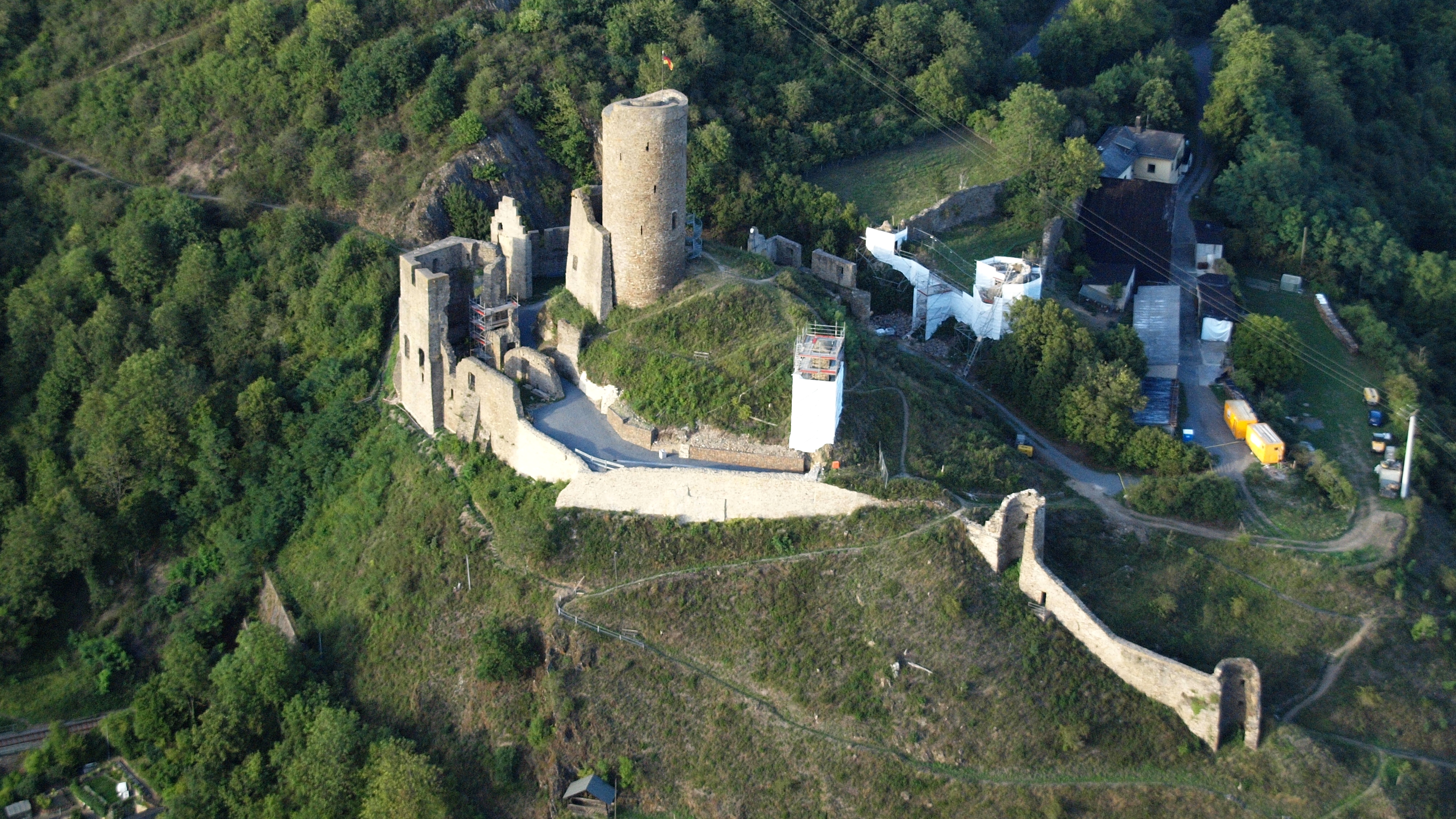
Löwenburg, Luftaufnahme (2015)

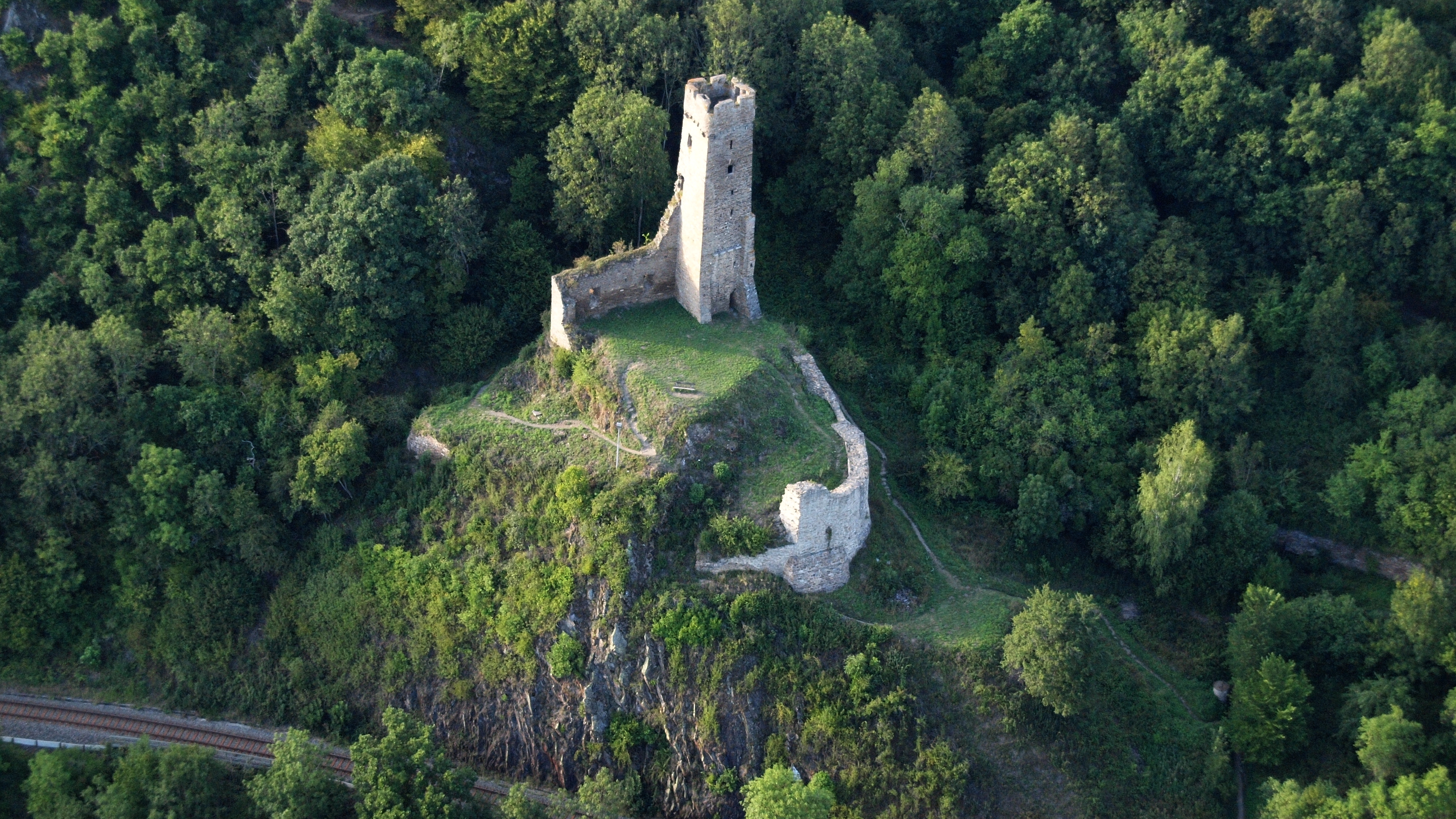
Philippsburg, Luftaufnahme (2015)

## Geschichte
Die Spornburg wurde 1229 erstmals urkundlich erwähnt. Als ihr Erbauer gilt Graf Hermann III. von Virneburg, der die Anlage pikanterweise nach einem Teilungsvertrag auf dem Grund und Boden seines Bruders Philipp erbaute. Der dadurch entstandene Bruderzwist wurde jedoch später in einem Vergleich beigelegt, durch den Philipp seine Rechte an der Region an seinen Bruder abtrat.
Die Philippsburg wurde ebenfalls im 13. Jahrhundert errichtet. Ihrer geringeren Größe im Verhältnis zum „Löwen“ verdankt sie im Volksmund ihren Beinamen „Rech“. Bezüglich ihrer Existenz gibt es zwei unterschiedliche Thesen: Die erstere geht davon aus, dass die Philippsburg lediglich als Vor- bzw. Außenwerk der Löwenburg erbaut wurde, nach der anderen soll die Burg laut der örtlichen Überlieferung jedoch als „Antwort“ Philipps auf den unerlaubten Bau der Löwenburg durch seinen Bruder erfolgt sein.
Obwohl sich Monreal in kurtrierischem Gebiet befand, unterhielten die Grafen von Virneburg stets gute Beziehungen zum Kurfürstentum Köln. Deren Ziel war vor allem der Erwerb kirchlicher Pfründen für die zahlreiche Nachkommenschaft der Virneburger Grafen. So wurde der 1244 oder 1246 geborene Heinrich II. von Virneburg zunächst Dompropst in Köln. 1306 wurde er im Alter um die 60 zum Erzbischof von Köln gewählt und blieb es 26 Jahre lang. Ihm fiel die Aufgabe zu, das Kölner Erzstift in den Jahrzehnten nach der Schlacht von Worringen im Jahr 1288 und dem damit verbundenen Machtverlust zu konsolidieren.

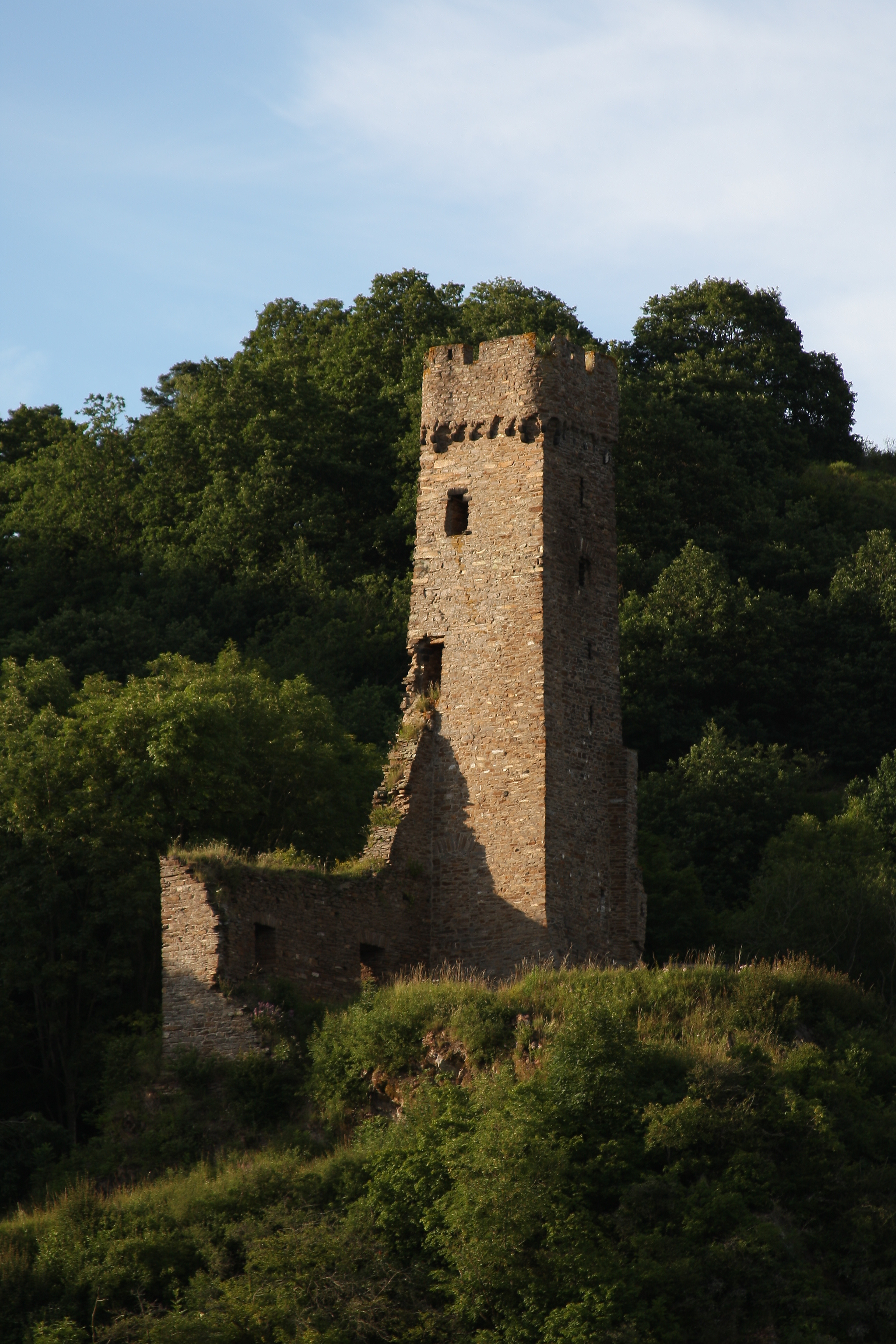
Ruine der Philippsburg über Monreal

Aus den guten Beziehungen der Virneburger nach Köln und den stetigen Überfällen des Grafen Heinrich II. von Virneburg auf die nahe gelegene kurtrierische Stadt Mayen, entfachte sich eine Fehde zwischen dem Trierer Erzbischof und den Virneburgern. Auf Vermittlung des Kölner Erzbischofs einigten sich die beiden Parteien dahingehend, dass Heinrich II. die Burg Monreal nach dem Tode seines Vaters Robert III. von Virneburg Trier zu Lehen auftragen sollte, was auch geschah. Auch in Trier erwarben die Virneburger später geistliche Ämter, sie stellten allein im 14. Jahrhundert sechs Mitglieder des Domkapitels.
Unter Robert IV. von Virneburg, der zwischen 1384 und 1445 Herr von Monreal war, wurde die Anlage weiter ausgebaut und diente im 14. sowie 15. Jahrhundert mehrfach als Witwensitz der Grafenfamilie. Zu Beginn des 16. Jahrhunderts hatte Monreal die Stammburg der Grafenfamilie in Virneburg bereits als Hauptsitz abgelöst.
Als das Geschlecht derer von Virneburg mit dem letzten Grafen Cuno im Jahr 1545 im Mannesstamm erlosch, folgte Heinrich von Leiningen als Lehnsmann. Doch nach 1555 vergab der Trierer Kurfürst das Lehen nicht neu, sondern setzte einen eigenen Amtmann ein.
Die stattlichen Befestigungsanlagen nahmen bei dem vergeblichen Versuch, die Stadt im Dreißigjährigen Krieg gegen schwedische Truppen zu verteidigen, im Jahre 1632 schweren Schaden und wurden 1689 im Zuge des Pfälzischen Erbfolgekriegs von französischen Truppen endgültig zerstört. 1815 gelangten die Ruinen im Zuge der Säkularisation in preußischen Staatsbesitz und verblieben dort, bis die staatliche Schlösserverwaltung (heute: Direktion Burgen, Schlösser, Altertümer der Generaldirektion Kulturelles Erbe Rheinland-Pfalz) Eigentümerin der Hauptburg wurde. Sie ließ dort ab 1970 diverse Bestandssicherungen durchführen, so dass die Burgruine heutzutage frei zu besichtigen ist.

## Heutiger Zustand
Es sind große Teile der Ruinen der Löwenburg erhalten, aus denen das einstige Erscheinungsbild der Burg noch gut abzuleiten ist. Weithin sichtbar sind vor allem die Überreste des 25 Meter hohen Bergfrieds mit seinen drei Meter starken Mauern. Sein Hocheingang zeigt in Richtung Tal, also zu der dem Feind abgewandten Seite. Der Turm wurde im 15. Jahrhundert durch eine spitz vorspringende Schildmauer gegen die zu dieser Zeit aufkommenden Feuerwaffen geschützt. Heute ist er als Aussichtsturm zugänglich.
Gleich mit zwei Halsgräben ist die Hauptburg gesichert: Ein bogenförmiger schützt sie zum höher gelegenen Berghang im Nordwesten, ein weiterer trennt sie von der östlichen Vorburg, von der nur noch wenige Reste erhalten sind.
Die Außenmauern der frühgotischen Burgkapelle wurden einst durch eine Ummantelung verstärkt. Da ihre einstigen Gewölbe zudem einstürzten, sind die Reste dieses Sakralbaus nur noch schwerlich als solche zu erkennen.
Auch von der Philippsburg sind noch einige aussagekräftige Überreste erhalten geblieben. So vor allem der Nordwestturm und die seit 2007/2008 restaurierte Südmauer.